# 白毛乌头
白毛乌头（学名：Aconitum villosum），为毛茛科乌头属下的一个植物种。